# Terence Brady

Bischofswappen von Terence John Gerard Brady

Terence John Gerard Brady (* 19. April 1947 in Rose Bay) ist ein australischer römisch-katholischer Geistlicher und emeritierter Weihbischof in Sydney.

## Leben
Der Erzbischof von Sydney, Edward Bede Clancy, weihte ihn am 20. August 1983 zum Priester.
Papst Benedikt XVI. ernannte ihn am 4. Oktober 2007 zum Titularbischof von Talaptula und Weihbischof in Sydney. Der Erzbischof von Sydney, George Kardinal Pell, spendete ihm am 16. November desselben Jahres die Bischofsweihe; Mitkonsekratoren waren David Cremin, emeritierter Weihbischof in Sydney, und Peter William Ingham, Bischof von Wollongong. Vom 9. Juni 2009 bis 30. Dezember 2010 war er auch Apostolischer Administrator der Diözese Forbes. 
Am 10. Oktober 2022 nahm Papst Franziskus das von Terence Brady aus Altersgründen vorgebrachte Rücktrittsgesuch an.